# Paraugaptilus buchani
Paraugaptilus buchani är en kräftdjursart som beskrevs av Wolfenden 1904. Paraugaptilus buchani ingår i släktet Paraugaptilus och familjen Arietellidae. Inga underarter finns listade i Catalogue of Life.